# La Maison Nucingen (film)
Pour le roman initial, voir La Maison Nucingen.
Pour plus de détails, voir Fiche technique et Distribution.
La Maison Nucingen (Nucingen Haus) est un film franco-romano-chilien réalisé par Raoul Ruiz, sorti en 2008.

## Synopsis
Dans les années 20, William est un jeune aristocrate expatrié au Chili, qui passe son temps à jouer au poker. Un soir, il gagne une maison près de Santiago. Il décide de s'y installer avec sa femme qui a besoin de repos. Mais le comité d'accueil est plutôt spécial, composé de personnages envahissants et de Léonore, un fantôme.

## Fiche technique
- Titre : La Maison Nucingen
- Titre original : Nucingen Haus
- Réalisation : Raoul Ruiz
- Scénario : Raoul Ruiz, adapté du roman La Maison Nucingen d'Honoré de Balzac
- Direction artistique : Verónica Astudillo
- Musique : Jorge Arriagada
- Décors : Raoul Ruiz
- Photographie : Inti Briones
- Son : Daniel Gries, Gérard Rousseau et Felipe Zabala
- Montage : Béatrice Clérico
- Production : François Margolin
- Sociétés de production : Atlantis Films, MACT Productions, Margo Films
- Distribution : UMédia
- Pays d'origine :  Chili |  Roumanie |  France
- Film tourné au Chili
- Format : couleur
- Dates de sortie :
  - Afrique du Sud : 5 octobre 2008, 1re mondiale
  - France : 3 juin 2009
  - Roumanie :
  - Chili :

## Distribution
- Elsa Zylberstein : Anne-Marie
- Jean-Marc Barr : William Henry James III
- Laurent Malet : Bastien
- Audrey Marnay : Léonore
- Laure de Clermont-Tonnerre : Lotte
- Thomas Durand : Dieter
- Luis Mora : el doctor
- Miriam Heard : Ully
- Anna Sigalevitch (voix)
- Lolita Chammah (voix)
- Olivier Torres (voix)
- François Margolin (voix)